# Votadini
Les Votadini (Wotādīnī, ou Votādīnī), Otalini chez Ptolémée (Οταλινοι / Otalinoi), étaient un peuple de l’île de Bretagne à l'âge du fer. Situés le long de la côte Est de l'île de Bretagne, entre les murs d'Hadrien et d'Antonin, ils n'ont été que brièvement sous domination romaine directe. Après le départ des troupes impériales, les Votadini fondent le royaume du Gododdin qui perdurera jusqu'à sa conquête par les Anglo-Saxons de Bernicie.

## Peuple brittonique
Ils sont considérés comme un peuple de langue brittonique d'autant qu'ils ont laissé leur trace dans la littérature, avec le poème Y Gododdin du barde breton Aneurin au VIIe siècle. L'homme et l'œuvre ont été annexés ensuite par la littérature galloise.
Ils parlent donc vraisemblablement une langue qui aboutira au cambrien, une langue celtique apparentée au gallois, au cornique et au Breton.

## Géographie

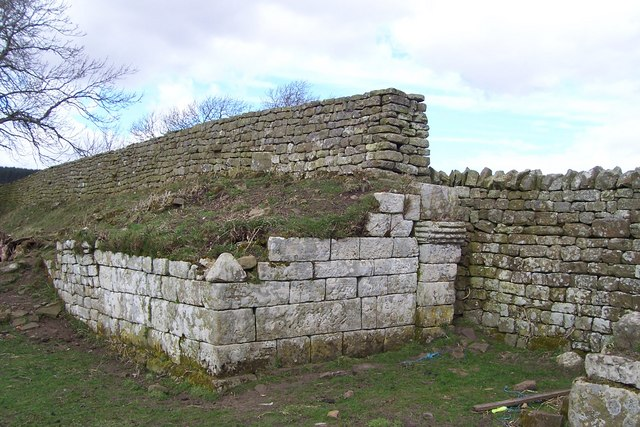
Fort romain de Bremenium sur le mur d'Hadrien, à la lisière du territoire des Votadini.

Le territoire qui leur est accordé par les scientifiques et historiens s'étend sur le sud-est actuel de l'Écosse et le nord-est de l'Angleterre, entre le Firth of Forth et la région de Stirling jusqu'à la rivière Tyne, incluant ainsi les council areas de Falkirk, du Lothian et des Scottish Borders, et le comté de Northumberland dans le nord-est de l'Angleterre. Ils sont situés sur la côte Est de l'Écosse, entre le mur d'Hadrien au sud et le mur d'Antonin au Nord. Ils ont donc brièvement fait partie de la Bretagne romaine.
Les Votadini sont entourés par les peuples des Brigantes au Sud, les Selgovae au Sud-ouest, les Damnonii à l'Ouest et les Venicones au Nord.
Leur chef-lieu fut certainement le hillfort sur la colline de Traprain Law dans l'East Lothian, jusqu'à son abandon au début du IVe siècle, pour s'installer  à Din Eidyn (Édimbourg). D'autres hillforts sont localisés sur leur territoire, on peut mentionner parmi eux :
- Le hillfort de White Castle au sud du village de Garvald près de Haddington, dans le East Lothian. Fouillé entre 2010 et 2013, son occupation va de 400 av. J.C. à 200 av. J.C., le site se trouve sur l'une des principales routes traversant les Lammermuir Hills selon un axe nord-sud. Il est réinvesti au Moyen Âge, entre 1200 et 1600[4].

- Le hillfort de Sherriffside, près de Gifford a été découvert en 1981 par prospection aérienne. Le site est fouillé depuis 2011. La séquence d'occupation du site va de 600 av. J.C. à au moins 400 de notre ère. Comme son voisin, le hillfort de White Castle, Sheriffside est situé au débouché d'une route nord-sud traversant les Lammermuir Hills[4].

Ptolémée, dans sa Géographie, leur prêterait trois « villes », Coria, Alauna et Bremenion, cette dernière étant en réalité un camp romain.

## Histoire

### Préhistoire et proto-histoire

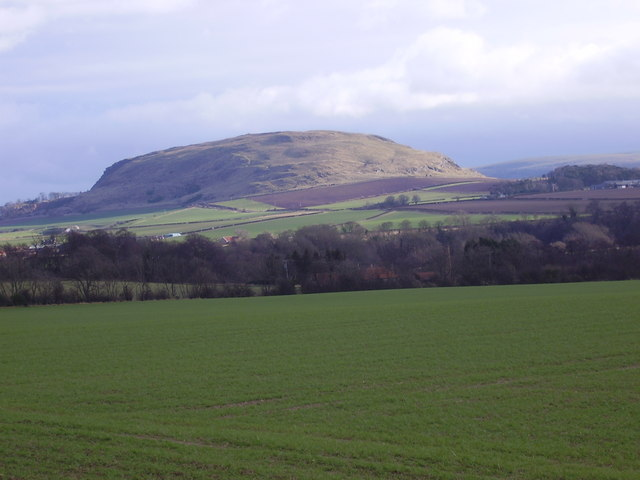
Le site de Traprain Law, East Lothian, en 2008.

La région est occupée dès 3000 avant notre ère. Des offrandes de cette période, importées de Cumbria et du Pays de Galles, ont été découvertes sur la colline de Cairnpapple Hill. Aux alentours de 1500 av. J.-C., Traprain Law était déjà une place funéraire, l'archéologie montre également une occupation humaine et la fortification du site après 1000 avant notre ère. D'autres fouilles, au Château d'Édimbourg, ont permis de découvrir du matériel de l'âge du Bronze datant approximativement de 850 av. J.-C.

### Période romaine
Au Ier siècle de notre ère, les Romains entrent en contact avec le peuple des Votadini. Ils sont alors soumis par Cnaeus Julius Agricola entre 77 et 84. Entre 138 et 162 ils sont placés sous le contrôle direct de l'armée romaine, leur territoire se situant entre le mur d'Hadrien et celui d'Antonin. Après la chute de ce dernier, ils sont considérés comme alliés de Rome à l'inverse de leurs voisins Selgovae et Novantae.

### Période anglo-saxonne et disparition
Les troupes romaines se retirent de l'île de Bretagne en 407, laissant l'île sans guère de défenseurs. De petits royaumes indépendants apparaissent alors. Les Votadini sont à l'origine d'au moins deux d'entre eux, le royaume de Gododdin, dans le Hen Ogledd et le royaume de Gwynedd, fondé par Cunedda sur le territoire des Venedotae. Le royaume de Brynaich, future Bernicie, est possiblement également formé par une fraction de leur territoire.
Les Votadini lors de la période post-romaine et du début du Moyen Âge sont connus sous le nom de Gododdin, Goutodin en vieux gallois. Le royaume de Goddodin est un royaume qui apparaît vers 470, voisin d'un autre royaume de Brynaich, future Bernicie, qui est lui entre Tweed et Tyne. Cunedda, fondateur du royaume de Gwynedd en Galles, est censé avoir été un chef Gododdin ayant émigré vers le sud-ouest.
Les deux royaumes de Gododdin et Brynaich tombèrent sous la poussée des Angles de Bernicie dans le courant du VIe siècle. Ce sont ces événements que rapporte le barde Aneurin.